# SA8
SA8 — торговая марка моющих средств для стирки, которые производятся компанией «Access Business Group LLC», входящей в состав группы компаний «Alticor», и продаются компаниями Amway, Amway Global.

## Семейство продукции SA8
Под этой торговой маркой на рынки России и Украины поставляются:
- Средства для стирки:
  - SA8 Premium (SA8 Premium with Bioquest) — стиральный порошок;
  - SA8 Color — стиральный порошок для цветных тканей;
  - SA8 Baby — стиральный порошок для детских вещей;
  - SA8 жидкое средство для стирки;
  - SA8 Delicate — жидкое средство для стирки мягкого действия.
- Вспомогательные средства:
  - SA8 Solutions Tri-Zyme — порошок-усилитель для замачивания белья и удаления пятен;
  - SA8 Solutions спрей для предварительного выведения пятен;
  - SA8 Solutions универсальный отбеливатель для всех видов тканей;
  - Кондиционеры для белья SA8 Solutions.

Стиральный порошок SA8, разработанный в 1960 году, является вторым продуктом, продаваемым «Amway».

## Состав стирального средства: «SA8 Premium Laundry Detergent»;[6]
1. Карбонат натрия (англ. Sodium Carbonate);
2. Лаурет-7 (Лауретсульфат натрия) (англ. Laureth-7) — полиэтилен-гликолевый эфир лаурилового спирта;[7]
3. Перборат натрия тетрагидрат (англ. Sodium Perborate Tetrahydrate);
4. Цитрат натрия (англ. Sodium Citrate);
5. Сульфонат сополимера малеинового и стиренового ангидридов (Малеиновый ангидрид) (англ. Sulfonated Styrene/Maleic Anhydride;)[8]
6. Фумаровая кислота (англ. Fumaric Acid);
7. Диоксид кремния осажденный (англ. Precipitated Silica);
8. Тетраацетилэтилендиамин (en) (англ. TAED)(ЭДТА)[9];
9. Натриевая соль карбоксиметилцеллюлозы (Карбоксиметилцеллюлоза) (англ. Cellulose Gum);
10. Полиакрилат натрия (англ. Sodium Polyacrylate);[10]
11. Тетранатриевая соль гидрооксиэтилендифосфоновой кислоты (англ. Tetra Sodium Etidronate)[11];
12. Диметикон (англ. Dimethicone);
13. Субтилизин (англ. Subtilisin);
14. Диоксид титана (англ. Titanium Dioxide);
15. Динатриевая соль дисульфокислоты (англ. Disodium Distyrylbiphenyl Disulfonate)

### Замечание
В 1989 году в штате Пенсильвания и некоторых других штатах США приняты законы, запрещающие использование продукции, содержащей фосфор. В связи с этим в декабре 2005 года компания Quixtar предупреждает своих партнёров о том, что в случае продажи или использования средств SA8 Plus Premium, Smashing White Liquid, Smashing White Water Softener & Detergent Booster они могут быть обвинены в нарушении закона:

Объявление об ограничении использования фосфатов

В ряде городов, графств и штатов приняты законы, ограничивающие продажу и использование продуктов, содержащих фосфор.
Ниже приведен список юрисдикций, известных Quixtar необходимостью регулирования концентрации фосфатов в моющих средствах. Если Вы используете фосфатные средства для стирки в этих районах, вы можете быть обвинены в нарушении закона.

…

Средства для стирки, содержащие фосфат

SA8 Plus Premium, Smashing White Liquid, Smashing White Water Softener & Detergent Booster
Оригинальный текст (англ.)Phosphate Restrictions Update

A number of cities, counties and states have enacted laws to restrict the sale and use of products containing phosphorus.
Below is a list of jurisdictions known by Quixtar to regulate phosphate concentration in cleaning products. If you use phosphate laundry products in these areas, you may be in violation of the law.

...

LAUNDRY PRODUCTS CONTAINING PHOSPHATE

SA8 Plus Premium, Smashing White Liquid, Smashing White Water Softener & Detergent Booster

В настоящее время средства из списка на сайте компании Quixtar не представлены. Складские остатки средства SA8 Plus Premium Laundry Compound, содержащего фосфаты, в настоящее время распроданы..

## Обзоры тестирования в журнале «Consumer Reports»
- В 2004 году в обзоре средств для стирки Consumer Reports «SA8 with Bioquest» получил 14 место со стоимостью стирки ¢42 за стирку[16].
- В январе 2007 года по результатам тестирования Consumer Reports «SA8 with Bioquest» набрал 99 баллов из 100 возможных и занял первое место среди высокоэффективных средств. Тестирующая организация определила стоимость стирки в ¢61[17]. Компания Quixtar опубликовала замечания по поводу этого тестирования и рекомендации по дозировке порошка[18].
- В июле 2009 года в тесте «Высокоэффективные средства для стирки» стиральный порошок «SA8 Premium With Bioquest HE» занял 6 место средств для стирки, получив 56 баллов из 100 с ценой стирки ¢46,[19] с указанием, что для этого участника тестирования (единственного) использовалась двойная доза порошка по ркомендации производителя стирального порошка.

## Тестирование в журнале «Choice»
По результатам теста в журнале «Choice» (Австралия) в 2005 году SA8 Plus (содержавший фосфаты и энзимы) разделил 2−4 места по качеству стирки (93 балла) с ценой 0,97 AUD за одну стирку, что в 1,4−1,9 раза дороже показавших тот же результат; бесфосфатный SA8 Laundry Concentrate показал 4-й результат среди аналогов и 17-й в общем зачете, превысив стоимость одной стирки лучших бесфосфатных средств в 1,6−1,8 раза. Как заявляется в статье, цена средств, участвовавших в тестировании, определялись проводившими тест специалистами на основе данных об их средней стоимости в супермаркетах.